# 派翠克·J·肯尼迪

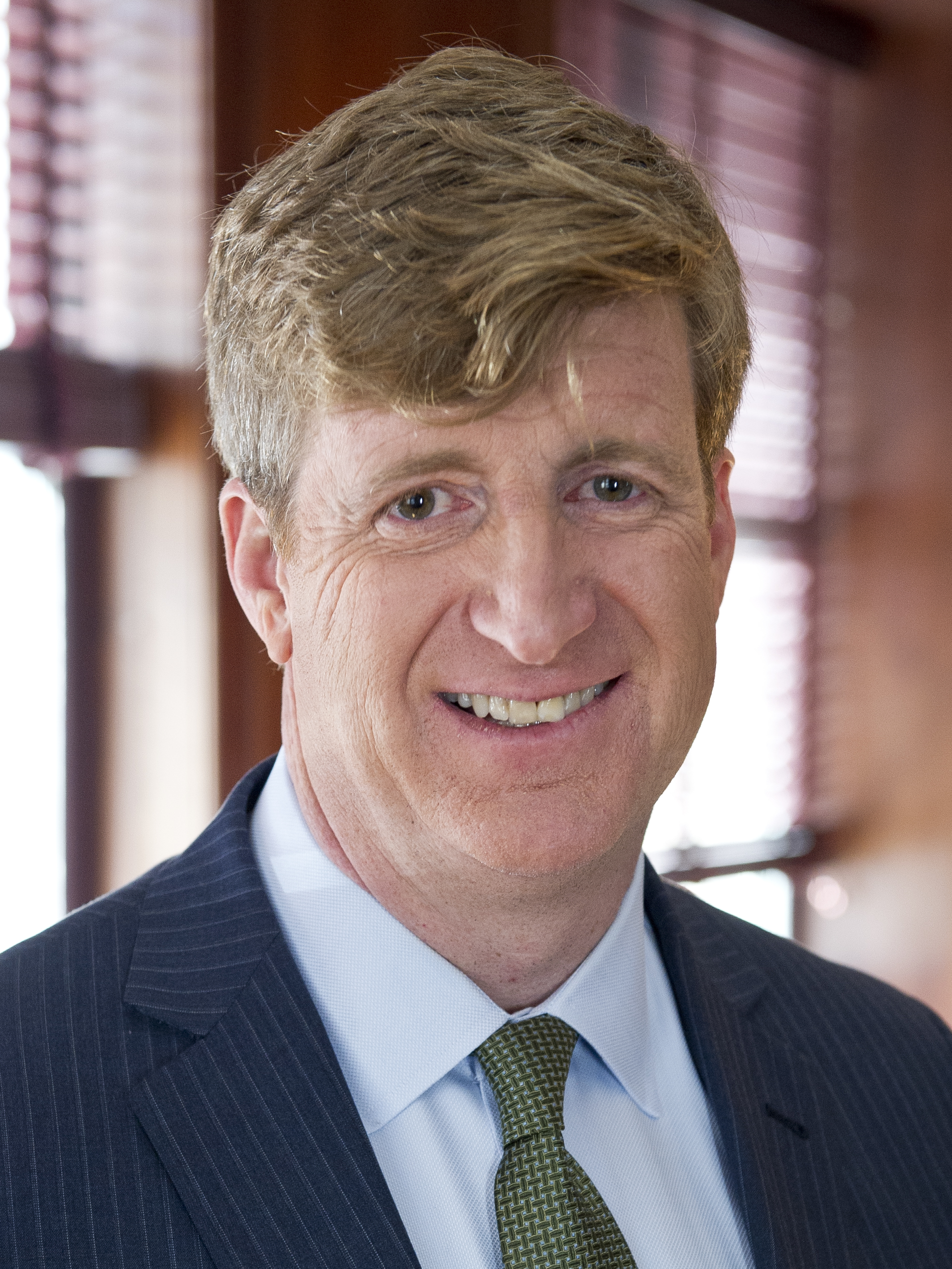
帕特里克·J·肯尼迪（2016年）

帕特里克·约瑟夫·肯尼迪二世（Patrick Joseph Kennedy II；1967年7月14日—）是美國的一位政治人物，泰德·肯尼迪之子。在1995年至2011年期間，他曾經是羅德島州第一選舉區選出的美國眾議院議員。他的黨籍是民主黨。他是肯尼迪家族的一員。